# Österreichischer Arbeitnehmerinnen- und Arbeitnehmerbund
De Österreichischer Arbeitnehmerinnen- und Arbeitnehmerbund (ÖAAB) oftewel "Oostenrijkse Werkneemsters- en Werknemersbond" is een werknemersorganisatie in Oostenrijk. De ÖAAB staat in de christelijk-sociale traditie. De ÖAAB wordt gedomineerd door de vakbond Fraktion Christlicher Gewerkschafter.
De ÖAAB is als organisatie aangesloten bij de christendemocratische Österreichische Volkspartei (ÖVP). Leden van de ÖAAB zijn automatisch lid van de ÖVP. Na de Seniorenbund is de ÖAAB de ÖVP-organisatie met de meeste leden.
De organisatie werd in 1945 opgericht als tegenhanger van de sociaaldemocratische Fraktion Sozialdemokratischer GewerkschafterInnen (FSG) waarvan de leden automatisch lid zijn van de Sozialdemokratische Partei Österreichs (SPÖ). Qua ledenaantal is de ÖAAB echter veel kleiner. In de Arbeiterkammer, de corporatieve vertegenwoordiging van Oostenrijkse werknemers, is de ÖAAB na de FSG de grootste vakvereniging. Bij de verkiezingen voor de Arbeiterkammer in 2014 kreeg de ÖAAB 21,03% van de stemmen.

## Voorzitters
- Lois Weinberger 1945–1960
- Alfred Maleta 1960–1971
- Alois Mock 1971–1978
- Herbert Kohlmaier 1978–1987
- Robert Lichal 1987–1991
- Josef Höchtl 1991–1997
- Werner Fasslabend 1997–2003
- Fritz Neugebauer 2003–2009
- Michael Spindelegger 2009–2011
- Johanna Mikl-Leitner 2011–2016
- August Wöginger sinds 2016[2]